# (19155) Lifeson
(19155) Lifeson est un astéroïde de la ceinture principale.

## Description
(19155) Lifeson est un astéroïde de la ceinture principale. Il fut découvert le 22 septembre 1990 à l'observatoire Palomar par Brian P. Roman. Il présente une orbite caractérisée par un demi-grand axe de 2,59 UA, une excentricité de 0,22 et une inclinaison de 12,3° par rapport à l'écliptique.

## Compléments
(19155) Lifeson a été nommé ainsi en l'honneur du guitariste rock canadien et cofondateur du groupe Rush, Alex Lifeson.